# Chthonius paludis
Chthonius paludis är en spindeldjursart som först beskrevs av Chamberlin 1929.  Chthonius paludis ingår i släktet Chthonius och familjen käkklokrypare. Inga underarter finns listade i Catalogue of Life.